# Olympische Sommerspiele 1924/Teilnehmer (Britisch-Indien)
| Gelbes Symbol für Goldmedaillen mit stilisierten Olympischen Ringen | Graues Symbol für Silbermedaillen mit stilisierten Olympischen Ringen | Braundes Symbol für Bronzemedaillen mit stilisierten Olympischen Ringen |
| ------------------------------------------------------------------- | --------------------------------------------------------------------- | ----------------------------------------------------------------------- |
| —                                                                   | —                                                                     | —                                                                       |

Britisch-Indien nahm an den Olympischen Sommerspielen 1924 in Paris mit einer Delegation von 13 Athleten (zwölf Männer und eine Frau) an 13 Wettkämpfen in zwei Sportarten teil. Ein Medaillengewinn gelang keinem der Sportler.

## Teilnehmer nach Sportarten

### Leichtathletik
- James Hall
100 m: Vorläufe
200 m: Vorläufe

- Terence Pitt
100 m: Vorläufe
200 m: Vorläufe
400 m: Vorläufe

- Wilfred Hildreth
100 m: Vorläufe
200 m: Vorläufe

- Cheruvari Lakshmanan
110 m Hürden: Vorläufe

- Dalip Singh
Weitsprung: 14. Platz

- Mahadeo Singh
Marathon: 29. Platz

- Pala Singh
1500 m: Vorläufe
5000 m: Vorläufe
10.000 m: Rennen nicht beendet

### Tennis
Männer
- Athar-Ali Fyzee
Einzel: in der 2. Runde ausgeschieden

- Syed Mohammad Hadi
Einzel: in der 2. Runde ausgeschieden
Doppel: im Viertelfinale ausgeschieden

- Sydney Jacob
Einzel: im Viertelfinale ausgeschieden
Doppel: in der 2. Runde ausgeschieden
Mixed: in der 1. Runde ausgeschieden

- Mohammed Sleem
Einzel: in der 3. Runde ausgeschieden
Doppel: in der 2. Runde ausgeschieden

- Donald Rutnam
Doppel: im Viertelfinale ausgeschieden

Frauen
- Nora Polley
Einzel: in der 1. Runde ausgeschieden
Mixed: in der 1. Runde ausgeschieden